# Zaleskie

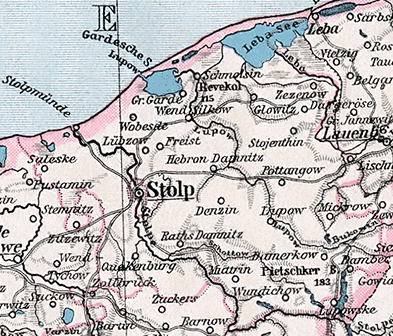
Mappa tedesca del 1905: Zaleskie (Saleske) a sud-ovest di Ustka (Stolpmünde) sul Mar Baltico e a nord-ovest di Słupsk (Stolp).

Zaleskie (in tedesco: Saleske, in casciubo: Żelesczé) è un villaggio del comune rurale polacco di Ustka, all'interno del distretto di Słupsk, nel voivodato della Pomerania (Polonia settentrionale).
Il villaggio ha una popolazione di circa 400 abitanti e si trova a circa 9 km a sud-ovest di Ustka, 19 km a ovest di Słupsk e a circa 123 km a ovest del capoluogo regionale di Danzica. Fino al 1945 faceva parte della Germania.

## Etimologia
Forme precedenti del nome sono: Szileske, Sileske, Selleszka, Seleszke e fino al 1945 Saleske. La forma polacca del nome Zaleskie ricorre tre volte come toponimo e due volte come nome dei laghi in Polonia.

## Storia
Secondo la forma storica del villaggio, Zaleskie è una villaggio strada. Nel 1344 è citato come proprietario un von Typhano, e dal 1461 al 1945 è di proprietà dei von Below. Nel 1480 il luogo è citato negli articoli di denuncia del duca Bogislao X di Pomerania contro sua madre. Nel 1523 Henning von Below e le vedove von Gerdt e Otto Below governarono su Saleske.
Intorno al 1784 Saleske aveva due seggi o portici dei cavalieri, un mulino a vento, dodici contadini, otto contadini, una fucina e un maestro di scuola in 73 famiglie.
Saleske appartenne al distretto di Schlawe fino al 1876 e fu poi affiliato al distretto di Stolp - anch'esso situato nel distretto amministrativo di Köslin nella provincia prussiana della Pomerania. Nel 1939 la superficie comunitaria era di 1.751 ettari (17,51 kmq) con una popolazione residente di 967 abitanti. Saleske con le località di Brink (ora in polacco: Breń), Buchwald (Zabłocie) e Salesker Strand (Zalesin) era un villaggio ufficiale, ma apparteneva all'anagrafe di Dünnow (Duninowo) e al tribunale distrettuale di Stolpmünde (Ustka).
Verso la fine della seconda guerra mondiale, le truppe dell'Armata Rossa invasero la città da ovest il 7 marzo 1945. Tre giorni dopo fu istituita un'amministrazione sovietica. Nell'estate del 1945, i polacchi arrivarono a Saleske e rilevarono fattorie e case. Tutti gli abitanti del villaggio furono sfollati nel periodo successivo. Saleske è stato ribattezzato Zaleskie.
Successivamente, sono stati identificati 576 abitanti del villaggio sfollati da Saleske nella Repubblica federale di Germania e 247 nella DDR.
Il villaggio fa ora parte del Gmina Ustka nel distretto di Słupsk del Voivodato della Pomerania (1975-1998 Voivodato di Slupsk). Oggi il paese conta circa 400 abitanti.